# Алени
Але́ни (рос. аллены, англ. allenes) — вуглеводні з двома подвійними зв'язками від одного атома C до двох інших: R2C=C=CR2. Найпростіший представник — пропадієн (ален) H2C=C=CH2.

## Властивості
Сусідні π-зв'язки в них ортогональні. Внаслідок аксіальної хіральності їм властива оптична ізомерія.
Відомі циклічні алени, де аленова ланка обома кінцевими атомами C замикається в цикл аліфатичним ланцюгом принаймні середнього розміру (n ≥ 6).
Вони легко вступають у реакції електрофільного, нуклеофільного й радикального приєднання, в реакції циклоприєднання, полімеризації, під дією основ здатні ізомеризуватися в ацетилени.

## Отримання
1. Дегалогенування 2,3-дигалогенпропенів цинком: 
При цьому з алілброміду (3-бромпропену), через стадії 1,2,3-трибромпропану й 2,3-дибромпропену із хорохим виходом отримується ален.
2. При дії (наприклад, метил літієм) на 1,1-дихлор- або 1,1-дибромциклопропани алкіллітієвих сполук з хорошими виходами отримуються алени (Мур і Вард, 1961 р.; Скаттебел, 1961 р.). 